# よんやく
株式会社よんやくは愛媛県松山市に本社を置く、メディパルホールディングス傘下の医薬品及び衛生材料の卸売を行う企業である。

## 沿革
- 1918年（大正 7年） 6月 - 当時の愛媛県伊予郡郡中町（現在の伊予市）に松本武次郎商店を開業。
- 1949年（昭和24年） 6月 - 松山市に松本薬品を設立。
- 1988年（昭和63年） 9月 - 社屋を愛媛県伊予郡砥部町に移転。
- 1999年（平成11年）10月 - 徳島市のサンエイ薬品と合併、現社名となる。同時に本社所在地を高松市に変更。
- 2001年（平成13年）10月 - アグロ営業部門をエバルスアグロテックへ譲渡。
- 2004年（平成16年） 2月 - メディセオホールディングス（現・メディパルホールディングス）と業務提携。
- 2006年（平成18年）10月 - 高知市の中澤氏家薬業との事業持株会社である四国薬業を設立。
- 2008年（平成20年） 1月 - 薬粧事業部門（一般用医薬品・ヘルスケア事業）をアステムヘルスケア（現・リードヘルスケア）へ譲渡。
- 2009年（平成21年） 9月 - 本社を愛媛県伊予郡砥部町八倉へ移転。
- 2018年（平成30年） 5月 - 本社を愛媛県松山市南高井町へ移転。

## 事業所
- 愛媛県：本社、松山第一・第二支店、新居浜支店、今治支店、大洲支店、宇和島支店
- 徳島県：徳島第一・第二支店、西部営業所（三好郡東みよし町）

## 主要取引メーカー
- 武田薬品、アステラス製薬、大塚製薬、中外製薬、エーザイ、ノバルティス、田辺三菱製薬、ファイザー、グラクソ・スミスクライン